# Mogilno
Mogilno é um município da Polônia, na voivodia da Cujávia-Pomerânia e no condado de Mogilno. Estende-se por uma área de 8,32 km², com 11 995 habitantes, segundo os censos de 2017, com uma densidade de 1441,7 hab/km².